# Las Palmeras, Baja California
Las Palmeras är en ort i Mexiko.   Den ligger i kommunen Mexicali och delstaten Baja California, i den nordvästra delen av landet, 2 200 km nordväst om huvudstaden Mexico City. Antalet invånare är 180.
Terrängen runt Las Palmeras är mycket platt. En vik av havet är nära Las Palmeras norrut. Runt Las Palmeras är det ganska tätbefolkat, med 58 invånare per kvadratkilometer. Närmaste större samhälle är Mexicali, 8,0 km öster om Las Palmeras. Omgivningarna runt Las Palmeras är i huvudsak ett öppet busklandskap.